# Raperswilen
Raperswilen est une commune suisse du canton de Thurgovie, située dans le district de Kreuzlingen.

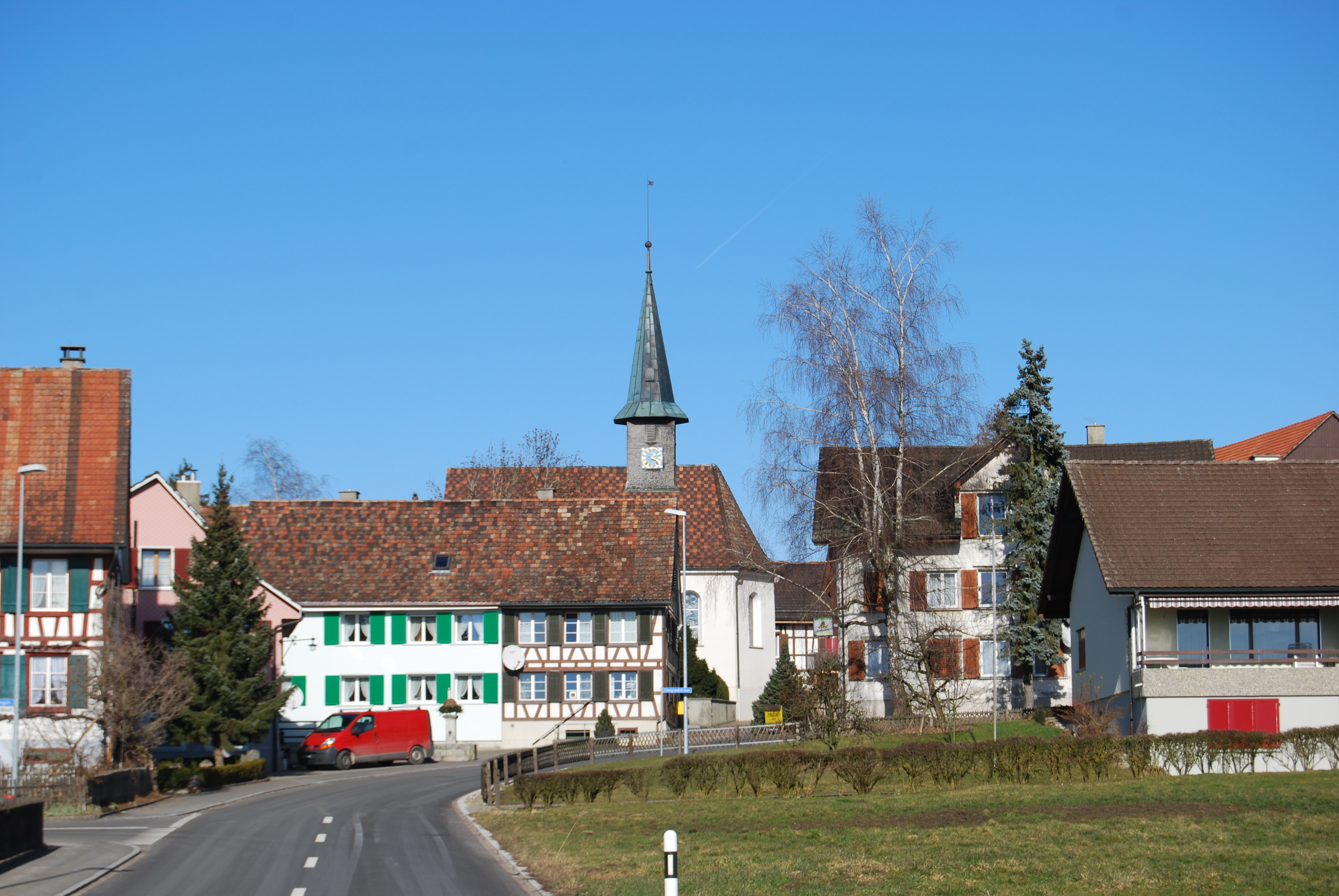
Raperswilen.